# Fluorsulfonylazid
Fluorsulfonylazid ist ein Derivat der Schwefelsäure, das ein Fluoratom und eine Azidgruppe trägt. Die Verbindung eignet sich als Reagenz zur Übertragung von Diazogruppen.

## Herstellung
Fluorsulfonylazid kann durch Reaktion von Dischwefelsäuredifluorid mit Natriumazid in Nitromethan oder Sulfolan hergestellt werden.

## Reaktion
Fluorsulfonylazid ist ein Diazogruppen-Übertragungsreagenz. Es eignet sich beispielsweise, um in einer Click-Reaktion Azide aus primären Aminen herzustellen. Ausgehend von Dimethyl-2-oxopropylphosphonat können mit Fluorsulfonylazid Diazo-Reagenzien hergestellt werden. Wird Diazabicycloundecen als Base zugegeben, wird das Ohira-Bestmann-Reagenz erhalten. Mit Magnesiumoxid wird das Seyferth-Gilbert-Reagenz  Dimethyldiazomethylphosphonat erhalten. Diese Reagenzien werden eingesetzt, um Aldehyde in Alkine umzuwandeln. Mit den beiden Vorläufern ist eine solche Umsetzung auch als Eintopf-Synthese möglich. In dem Fall wird ein Aldehyd direkt zugesetzt und Kaliumcarbonat als Base verwendet.